# إيفا بيريز
إيفا بيريز (بالإسبانية: Eva Pérez) هي منافسة ألعاب القوى إسبانية، ولدت في 18 يوليو 1975.

## وصلات خارجية
- إيفا بيريز على موقع الاتحاد الدولي لألعاب القوى (الإنجليزية)
- إيفا بيريز على موقع أوليمبيديا (الإنجليزية)